# Falcon (Carolina do Norte)
Falcon é uma cidade  localizada no estado norte-americano de Carolina do Norte, no Condado de Cumberland e Condado de Sampson.

## Demografia
Segundo o censo norte-americano de 2000, a sua população era de 328 habitantes.
Em 2006, foi estimada uma população de 341, um aumento de 13 (4.0%).

## Geografia
De acordo com o United States Census Bureau tem uma área de 3,2 km², dos quais 3,2 km² cobertos por terra e 0,0 km² cobertos por água.

## Localidades na vizinhança
O diagrama seguinte representa as localidades num raio de 16 km ao redor de Falcon.